# Austrochthonius strigosus
Espèce
Austrochthonius strigosus est une espèce de pseudoscorpions de la famille des Chthoniidae.

## Distribution
Cette espèce est endémique du South West en Australie-Occidentale. Elle se rencontre dans des cavités du karst de Ludlow.

## Description
Le mâle holotype mesure 1,184 mm.
Ce pseudoscorpion est anophtalme.

## Publication originale
- Harvey & Mould, 2006 : A new troglomorphic species of Austrochthonius (Pseudoscorpiones: Chthoniidae) from Australia, with remarks on Chthonius caecus. Records of the Western Australian Museum, vol. 23, no 2, p. 205-211 (texte intégral).